# オーバーレブ (アーケードゲーム)
『オーバーレブ』 (Over REV) は、ジャレコより1997年にリリースされたアーケード用レースゲーム。

## ゲーム概要
使用基板にセガのModel2を使用。ステアリング、ブレーキ＆アクセルペダル、ビューチェンジボタン、シフトレバーで操作する。制限時間内にゴールしないとゲームオーバーになる。なお、ゲーム監修にはレーシングドライバーである土屋圭市が携わっている。

## ゲームモード
- チャレンジカップモード

全4コースによるチャンピオンシップモード。各コースごとに定められた指定の順位でゴールしないと完走の有無に関わらずゲームオーバーとなる。
- タイムアタックモード

好きなコースを選んで最速タイムを競うモード。

## コース
いずれも実在する市街地やサーキットがモデルとなっている。
- 初級 (Seaside)

真昼の海岸沿いの高速道路が舞台のオーバルコース。コースの幅は広くライン取りの自由度が高い。モデルは有明。
- 中級 (Circuit)

コーナーの多いサーキットを走る難易度の高いコース。コーナー区間が多いが、後半の長いストレートでどれだけ敵車を追い抜けるかが勝負の鍵となる。
モデルは筑波サーキット。
- 中級 (Winding)

テクニカルコーナーが連続する峠を走る高難易度のコース。ワンミスが大幅なタイムロスの原因となる。このコースは一本道コースではあるものの、最初と最後の区間でUターンする部分を無理やり繋げることで周回コースとなっており、最後の区間をUターンした後は最初に通った道を逆走することになる。モデルは箱根。
- 上級 (City)

ビルなどの建造物が立つ市街地が舞台のコース。チャレンジカップモードでは最終ステージとなる。直角コーナーとストレートで構成されており、Windingよりもコース自体の難易度は低いが、アベレージスピードが高いために、トップに立つことがかなり困難となっている。モデルは渋谷。

## 登場車両
本作に登場する車は同期に発売された「サイドバイサイド2 エボルツィオーネ」（タイトー）と同様、実在する車種をモデルとした車両が登場するが、メーカー名や車名の実名は登場していない。また、各車種ごとに性能および運転特性が異なっている。
- 日産・スカイラインGT-R BCNR33（白)
- トヨタ・スープラ JZA80（赤）※フロントライトが変更されている。
- ホンダ・NSX NA1（青）
- マツダ・RX-7 FD3S（黄）

### 隠し車種
- 日産・フェアレディZ Z32（紫) ※最高速重視型。
- トラック ※ブレーキ性能重視型。モデルは三菱ふそう・ファイター(2代目)。ただしマッドガードには「HOSO」と書かれている。
- トヨタ・2000GT（白）